# Divisões administrativas em 1948
Nesta página encontrará referências aos acontecimentos directamente relacionados com a regiões administrativas ocorridos durante o ano de 1948.

## Eventos
- 14 de maio - O Estado de Israel se torna independente.
- 8 de dezembro - Emancipação do município brasileiro de Monsenhor Paulo, em Minas Gerais.
- 27 de dezembro - Emancipação de 72 municípios brasileiros no estado de Minas Gerais mediante a lei estadual nº 336, dentre eles: Abadia dos Dourados, Caraí, Carmo do Cajuru, Contagem, Coronel Fabriciano, Cruzília, Galileia, Itueta, Janaúba, Jequitaí, Juruaia, Nanuque, Tumiritinga e Vespasiano. Também foram feitas alterações em divisas municipais e houve a criação de cerca de 120 distritos.[1]